# Azovfelttogene
Azovfeltogene (russisk: Азо́вские похо́ды, Azovskiye Pokhody) var to russiske felttog i 1695 og 1696, der fandt sted under Den russisk-tyrkiske krig (1686-1700) under Peter den Stores ledelse med det mål at indtage den osmanniske fæstning i Azov, hvilket ville give Rusland kontrol i området omkring floden Dons udmunding, hvilket igen ville give adgang til Azovhavet og derigennem adgang til Sortehavet. Efter at have mødt kraftig modstand og lidt betydelige tab, lykkedes det russerne under general Boris Sjeremetev efter en fejlslagen belejring i 1695 at indtage fæstningen i Azov i juli 1696 med støtte fra en flådestyrke, hvilket var den første betydelige russiske sejr over osmannerne.

## Det første Azovfelttog i 1695
Det første Azovfelttog begyndte i foråret 1695. Peter den Store kommanderede sin hær bestående af 31.000 mand og 170 kanoner mod den osmanniske fæstning i Azov. Hæren bestod af eliteregimenter og af Donkosakker. Forsyninger blev sendt ad floden Don fra Voronezj. Osmannerne havde placeret en garnison i Azovs fæstning, der i 1693 bestod af 3.656 mand, heraf 2.272 af sultanens elitetropper, janissarerne. Russerne belejrede mellem den 27. juni og den 5. juli 1695 fæstningen i Azov fra landsiden, men kunne ikke afskære osmannernes forsyninger ad vandvejen. Efter to forgæves angreb på fæstningen den 5. august og den 25. september blev belejringen ophævet den 1. oktober.
En anden russisk hær på 120.000 mand hovedsagelig bestående af kavaleri, streltsy, ukrainske kosakker og kalmukker) under kommando af general Boris Sjeremetev angreb områder ved de nedre dele af floden Dnepr for at indtage de osmanniske forter i området. Den betydningsfulde fæstning ved Gazi-Kerman blev indtaget og sprængt i luften, ligesom fæstningerne ved Islam-Kerman, Tagan og Tavan, men russerne var ikke i stand til at holde de erobrede stillinger og trak de fleste af deres tropper tilbage.

## Det andet Azovfelttog
Ved slutningen af 1695 forberedte russerne et nyt felttog mod Azov. I foråret 1996 havde de bygget en flåde af skibe, der skulle blokere for de osmanniske forsyninger til Azov-fæstningen fra vandsiden. Kavaleriet på 70.000 mand under general Sjeremetev blev atter sendt til Dneprs nedre løb. I slutningen af april rykkede hovedstyrken på 75.000 mand under general Aleksej Sjejn mod Azov. Fremrykningen skete over land og langs floderne Voronezj og Don). Peter den Stores flåde af galejer sejlede mod Azov den 3. maj. Den nyligt etablere russiske flåde deltog med to linjeskibe, fire brandere, 23 galejer og forskellige hjælpe-fartøjer bygget ved Voronezj og langs nærliggende floder under kommando af Lefort nåede Azovhavet og blokerede Azov. Den 14. juni dukkede den osmanniske flåde med 23 skibe og 4.000 mand op ved Dons flodmunding, men blev trukket tilbage efter at have mistet to skibe. Efter et massivt bombardement fra land og fra havet og angreb på fæstningen af kosakkerne overgav den osmanniske garnison i Azov sig den 19. juli.

## Efterspil
Azovfelttogene illustrerede betydningen af at have en flåde og markerede begyndelsen af Rusland som en sømagt. Ruslands succes ved Azov styrkede rigets position ved fredsforhandlingerne, der endte med indgåelsen af Karlowitztraktaten, der afsluttede Den store tyrkiske krig, og ved den efterfølgende separate fredsslutning mellem Rusland og Det Osmanniske Rige, der blev afsluttet ved Konstantinopeltraktaten i 1700. Ved Konstantinopel-traktaten blev de russiske styrker trukket ud af området omkring det nedre del af Dnepr, der herefter blev en demilitariseret zone. .
Da Azovs havn ikke var egnet til at huse en militærhavn, besluttede zaren at anlægge militærhavn et andet sted, og den 27. juli 1696 besluttede Peter den Store at anlægge en krigshavn i Tagan-Rog bugten. Den 12. september 1698 blev Taganrog grundlagt der, og blev den første flådebase for den kejserlige russiske flåde.
Selv om felttogene var en succes, stod det klart for Peter den Store, at han kun delvist havde opnået sine mål, idet hans flåde trods adgangen til havet fortsat var lukket inde i Azovhavet, hvor den var afhængig af, at krimtatarerne og osmannerne tillod videre adgang til Sortehavet gennem Kertjstrædet. Det var derfor nødvendig med en større og mere slagkraftig flåde bemandet med erfarne søfolk og officerer, der var i stand til at modstå osmannernes flådestyrker. Dumaen besluttede 20. oktober 1696 at etablere en regulær russisk flåde, og der blev iværksat byggeri af 52 skibe.
I 1697 præsenterede den russiske ambassadør ved Safaviderigets hof en note, hvori russerne påpegede, at "lezginere, tjerkessere og andre kaukasiske stammefolk, der angiveligt var persiske undersåtter", havde kæmpet på osmannernes side under kampene ved Azov. Ambassadøren opfordrede Safavideriget til at erklære krig mod osmannerne og forlangte, at perserne skulle betale krigsskadeerstatning til den russiske zar, en krigsskadeerstatning, som havde været skyldig "alle dage under shah Safi 1. regeringsperiode" (1629–1642).